# Montaña Abou
Montaña Abou – miejscowość (plaats) oraz osada (buurt) w dystrykcie Bandariba, w kraju autonomicznym Curaçao, należącym do Holandii, w Ameryce Południowej. 20 października 2023 r. liczyła 4353 mieszkańców.

## Osady
Sześć osad (wijk) wchodzi w skład miejscowości:
| Lp. | Nazwa               | Powierzchnia km² | Liczba mieszkańców |
| --- | ------------------- | ---------------- | ------------------ |
| 1.  | Confiansa           | 0,07             | 134                |
| 2.  | Esperanza bij Herst | 0,06             | 132                |
| 3.  | Herst               | 0,10             | 144                |
| 4.  | Hoenderberg         | 0,17             | 280                |
| 5.  | Montaña Abou        | 1,47             | 2901               |
| 6.  | Weto                | 0,44             | 135                |